# Cyclophora (bướm đêm)
Cyclophora là một chi bướm đêm thuộc họ Geometridae.

## Các loài
- Cyclophora acutaria (Walker, 1863)
- Cyclophora aguzata (Dognin, 1893)
- Cyclophora albidiscata (Warren, 1897)
- Cyclophora albiocellaria Hubner, 1789
- Cyclophora albipunctata (Hufnagel, 1767)
- Cyclophora anaisaria (Schaus, 1901)
- Cyclophora angeronaria (Warren, 1895)
- Cyclophora annularia (Fabricius, 1775)
- Cyclophora ariadne (Reisser, 1939)
- Cyclophora arthura (Schaus, 1901)
- Cyclophora auricosta (Prout, 1916)
- Cyclophora aurora (Warren, 1903)
- Cyclophora azorensis (Prout, 1920)
- Cyclophora benjamini (Prout, 1936)
- Cyclophora binocellaria (Herrich-Schaffer, 1855)
- Cyclophora calama (Prout, 1920)
- Cyclophora carsoni Holloway, 1997
- Cyclophora coecaria (Herrich-Schaffer, 1870)
- Cyclophora couturieri Herbulot, 1993
- Cyclophora culicaria (Guenee, 1857)
- Cyclophora dataria (Hulst, 1887)
- Cyclophora decussata (Sepp, 1855)
- Cyclophora difficilis (Prout, 1920)
- Cyclophora diplosticta (Prout, 1918)
- Cyclophora dispergaria (Moschler, 1882)
- Cyclophora dyschroa (Prout, 1918)
- Cyclophora endospila (Prout, 1920)
- Cyclophora eos (Prout, 1916)
- Cyclophora flavissima (Warren, 1907)
- Cyclophora funginaria (Guenee, 1858)
- Cyclophora geranium (Prout, 1917)
- Cyclophora heterostigma (Dognin, 1912)
- Cyclophora hyponoea (Prout, 1935)
- Cyclophora impudens (Warren, 1904)
- Cyclophora inaequalis (Warren, 1902)
- Cyclophora indecisa (Warren, 1907)
- Cyclophora iners (Prout, 1920)
- Cyclophora lennigiaria (Fuchs, 1883)
- Cyclophora leonaria (Walker, 1861)
- Cyclophora linearia (Hubner, 1799)
- Cyclophora lowi Holloway, 1997
- Cyclophora lutearia (Dewitz, 1881)
- Cyclophora maderensis (Bethune-Baker, 1891)
- Cyclophora megista (Druce, 1892)
- Cyclophora mesotoma (Prout, 1920)
- Cyclophora mossi (Prout, 1936)
- Cyclophora myrtaria (Guenee, 1857)
- Cyclophora nanaria (Walker, 1861)
- Cyclophora nigrescens Herbulot, 1993
- Cyclophora oothesia (Prout, 1920)
- Cyclophora packardi (Prout, 1936)
- Cyclophora pendularia (Clerck, 1759)
- Cyclophora pendulinaria (Guenee, 1857)
- Cyclophora poeciloptera (Prout, 1920)
- Cyclophora porata (Linnaeus, 1767)
- Cyclophora prunelliaria (Herrich-Schaffer, 1855)
- Cyclophora punctaria (Linnaeus, 1758)
- Cyclophora puppillaria (Hubner, 1799)
- Cyclophora quercimontaria (Bastelberger, 1897)
- Cyclophora ruficiliaria(Herrich-Schaffer, 1855)
- Cyclophora rufiplaga (Warren, 1903)
- Cyclophora sanguinata (Warren, 1904)
- Cyclophora semirosea (Butler, 1882)
- Cyclophora serveti Redondo & Gastón, 1999
- Cyclophora staudei Hausmann, 2006
- Cyclophora stella (Butler, 1881)
- Cyclophora subdolaria (Swinhoe, 1886)
- Cyclophora sublunata (Swinhoe, 1904)
- Cyclophora subrosea (Warren, 1906)
- Cyclophora subrubrata (Warren, 1905)
- Cyclophora subsimilis (Warren, 1900)
- Cyclophora suppunctaria (Zeller, 1847)
- Cyclophora sympathica (Alpheraky, 1883)
- Cyclophora sypharioides (Prout, 1920)
- Cyclophora tharossa (Druce, 1899)
- Cyclophora umbrata (Butler, 1882)
- Cyclophora unocula (Warren, 1897)
- Cyclophora zeuctospila (Prout, 1920)

## Các loài trước đây thuộc chiAnisodes
- Cyclophora acampes (Prout, 1938)
- Cyclophora acritophyrta (West, 1930)
- Cyclophora aedes (Prout, 1938)
- Cyclophora aequalipunctata (Dognin, 1901)
- Cyclophora ampligutta (Warren, 1896)
- Cyclophora anablemma (Prout, 1938)
- Cyclophora annularis (Felder & Rogenhofer, 1875)
- Cyclophora antennaria (Jones, 1921)
- Cyclophora apogona (Prout, 1938)
- Cyclophora aquila (Schaus, 1912)
- Cyclophora argenticristata (Warren, 1901)
- Cyclophora argyromyces (Prout, 1938)
- Cyclophora aspera (Warren, 1901)
- Cyclophora atrimacula (Dognin, 1911)
- Cyclophora aurantiata (Warren, 1904)
- Cyclophora bipartita (Warren, 1900)
- Cyclophora bipunctata (Warren, 1904)
- Cyclophora bizaria (Jones, 1921)
- Cyclophora brevipalpis (Dognin, 1913)
- Cyclophora caducaria (Moschler, 1886)
- Cyclophora carolina (Jones, 1921)
- Cyclophora castraria (Schaus, 1901)
- Cyclophora cedrici (Herbulot, 1991)
- Cyclophora circummaculata (Holloway, 1976)
- Cyclophora coenosata (Warren, 1907)
- Cyclophora colysirrhachia (Prout, 1938)
- Cyclophora compacta (Warren, 1898)
- Cyclophora concinnipicta (Prout, 1918)
- Cyclophora conferta (Warren, 1900)
- Cyclophora connexa (Prout, 1932)
- Cyclophora cora (Prout, 1920)
- Cyclophora costinotata (Warren, 1900)
- Cyclophora coxaria (Guenee, 1858)
- Cyclophora dewitzi (Prout, 1920)
- Cyclophora dicycla (Prout, 1936)
- Cyclophora dilogia (Prout, 1938)
- Cyclophora dimerites (Prout, 1932)
- Cyclophora discofera (Swinhoe, 1894)
- Cyclophora dispilota (Prout, 1920)
- Cyclophora dognini (Prout, 1934)
- Cyclophora dulcicola (Dognin, 1911)
- Cyclophora effeminata (Prout, 1914)
- Cyclophora epicoccastria (Prout, 1920)
- Cyclophora evocata (Prout, 1938)
- Cyclophora fantomaria (Schaus, 1901)
- Cyclophora fasciata (Dognin, 1912)
- Cyclophora fastidiosa (Dognin, 1900)
- Cyclophora ferruginata (Warren, 1900)
- Cyclophora flavicornis (Warren, 1906)
- Cyclophora flavidiscata (Warren, 1904)
- Cyclophora flavipuncta (Warren, 1906)
- Cyclophora flavistigma (Warren, 1907)
- Cyclophora frenaria (Guenee, 1857)
- Cyclophora germaini (Prout, 1938)
- Cyclophora gigantula (Warren, 1904)
- Cyclophora globaria (Guenee, 1858)
- Cyclophora glomerata (Warren, 1903)
- Cyclophora gracililinea (Warren, 1907)
- Cyclophora granillosa (Dognin, 1893)
- Cyclophora griseomixta (Warren, 1907)
- Cyclophora heydena (Swinhoe, 1894)
- Cyclophora hieroglyphica (Warren, 1904)
- Cyclophora hirtifemur (Prout, 1932)
- Cyclophora hirtipalpis (Prout, 1932)
- Cyclophora hypocris (Prout, 1928)
- Cyclophora hypomion (Prout, 1933)
- Cyclophora ignea (Warren, 1907)
- Cyclophora illinaria (Guenee, 1858)
- Cyclophora imparistigma (Warren, 1904)
- Cyclophora imperialis (Berio, 1937)
- Cyclophora incumbens (Prout, 1920)
- Cyclophora inhibita (Prout, 1938)
- Cyclophora inquinata (Dognin, 1906)
- Cyclophora insigniata (Warren, 1900)
- Cyclophora intermixtaria (Swinhoe, 1892)
- Cyclophora japaria (Jones, 1921)
- Cyclophora jonaria (Schaus, 1901)
- Cyclophora khakiata (Warren, 1907)
- Cyclophora lancearia (Felder & Rogenhofer, 1875)
- Cyclophora landanata (Mabille, 1898)
- Cyclophora lateritica (Holloway, 1979)
- Cyclophora lautokensis (Prout, 1929)
- Cyclophora lechriostropha (Turner, 1941)
- Cyclophora leptopasta (Turner, 1908)
- Cyclophora leucaniata (Warren, 1906)
- Cyclophora lichenea (Warren, 1900)
- Cyclophora liosceles (Prout, 1938)
- Cyclophora lutosicosta (Prout, 1938)
- Cyclophora lyciscaria (Guenee, 1858)
- Cyclophora maculidiscata (Warren, 1904)
- Cyclophora major (Dognin, 1911)
- Cyclophora marginepunctata (Dognin, 1902)
- Cyclophora maroniensis (Dognin, 1906)
- Cyclophora matthias (Prout, 1925)
- Cyclophora mediolineata (Warren, 1904)
- Cyclophora melitia (Druce, 1892)
- Cyclophora mesocupha (Prout, 1938)
- Cyclophora metamorpha (Prout, 1925)
- Cyclophora mezclata (Dognin, 1893)
- Cyclophora mionectes (Prout, 1938)
- Cyclophora misella (Prout, 1932)
- Cyclophora monera (Schaus, 1901)
- Cyclophora morbosa (Dognin, 1910)
- Cyclophora nebuligera (Butler, 1881)
- Cyclophora nebulosata (Walker, 1863)
- Cyclophora nigropustulata (Warren, 1900)
- Cyclophora nivestrota (Dognin, 1914)
- Cyclophora nodigera (Butler, 1881)
- Cyclophora nudaria (Guenee, 1858)
- Cyclophora obstataria (Walker, 1861)
- Cyclophora ochricomata (Warren, 1904)
- Cyclophora ockendeni (Prout, 1920)
- Cyclophora ocularis (Warren, 1900)
- Cyclophora orboculata (Prout, 1922)
- Cyclophora ordinata (Walker, 1863)
- Cyclophora palingenes (Prout, 1923)
- Cyclophora paratropa (Prout, 1920)
- Cyclophora parciscripta (Warren, 1907)
- Cyclophora parcisquamata (Prout, 1910)
- Cyclophora parvidens (Warren, 1907)
- Cyclophora patruelis (Moore, 1887)
- Cyclophora pepira (Prout, 1938)
- Cyclophora perpunctulata (Prout, 1938)
- Cyclophora pilibrachia (Prout, 1920)
- Cyclophora pintada (Dognin, 1893)
- Cyclophora plenistigma (Warren, 1901)
- Cyclophora plethophora (Prout, 1938)
- Cyclophora poliotaria (Dyar, 1913)
- Cyclophora polysticta (Prout, 1932)
- Cyclophora pomidiscata (Warren, 1904)
- Cyclophora portenta (Prout, 1936)
- Cyclophora posticamplum (Swinhoe, 1892)
- Cyclophora posticipuncta (Prout, 1938)
- Cyclophora proconcava (Prout, 1932)
- Cyclophora psilomera (Prout, 1936)
- Cyclophora ptochopoea (Prout, 1936)
- Cyclophora punctulosa (Prout, 1936)
- Cyclophora raspata (Dognin, 1900)
- Cyclophora recreta (Prout, 1938)
- Cyclophora renifera (Prout, 1922)
- Cyclophora renistigma (Prout, 1910)
- Cyclophora resignata (Prout, 1938)
- Cyclophora rhodobapta (Turner, 1941)
- Cyclophora rhodostigma (Warren, 1904)
- Cyclophora rotundata (Warren, 1897)
- Cyclophora rubrannulata (Prout, 1910)
- Cyclophora ruficeps (Warren, 1907)
- Cyclophora ruficosta (Warren, 1905)
- Cyclophora rufifrons (Prout, 1938)
- Cyclophora rufistigma (Warren, 1904)
- Cyclophora rufulata (Warren, 1904)
- Cyclophora scintillans (Warren, 1907)
- Cyclophora sciota (Turner, 1908)
- Cyclophora scriptata (Walker, 1861)
- Cyclophora seposita (Prout, 1922)
- Cyclophora silas (Schaus, 1912)
- Cyclophora sopater (Schaus, 1912)
- Cyclophora sordida (Dognin, 1910)
- Cyclophora spadix (Prout, 1922)
- Cyclophora spatara (Dognin, 1900)
- Cyclophora spectabilis (Prout, 1938)
- Cyclophora spiculifer (Warren, 1907)
- Cyclophora spissata (Warren, 1900)
- Cyclophora sticta (Turner, 1941)
- Cyclophora stigmatilinea (Prout, 1920)
- Cyclophora stramineata (Warren, 1900)
- Cyclophora stricticata (Warren, 1906)
- Cyclophora striginota (Prout, 1938)
- Cyclophora subaenescens (Warren, 1904)
- Cyclophora subcarnearia (Warren, 1900)
- Cyclophora suberea (Dognin, 1900)
- Cyclophora subpallida (Warren, 1900)
- Cyclophora subviolescens (Warren, 1906)
- Cyclophora superflua (Warren, 1897)
- Cyclophora suspiciens (Prout, 1922)
- Cyclophora sypharia (Guenee, 1858)
- Cyclophora taiwana (Wileman, 1911)
- Cyclophora temperata (Prout, 1936)
- Cyclophora terrens (Warren, 1906)
- Cyclophora timotheus (Schaus, 1912)
- Cyclophora tolinta (Schaus, 1901)
- Cyclophora torsivena (Warren, 1904)
- Cyclophora transecta (Schaus, 1912)
- Cyclophora tricrista (Prout, 1925)
- Cyclophora turneri (Prout, 1920)
- Cyclophora tychicus (Schaus, 1912)
- Cyclophora urcearia (Guenee, 1857)
- Cyclophora viator (Prout, 1920)
- Cyclophora vineotincta (Schaus, 1912)
- Cyclophora violens (Prout, 1936)
- Cyclophora vuha (Schaus, 1929)
- Cyclophora warreni (Dognin, 1913)
- Cyclophora xenocometes (Prout, 1938)

## Hình ảnh

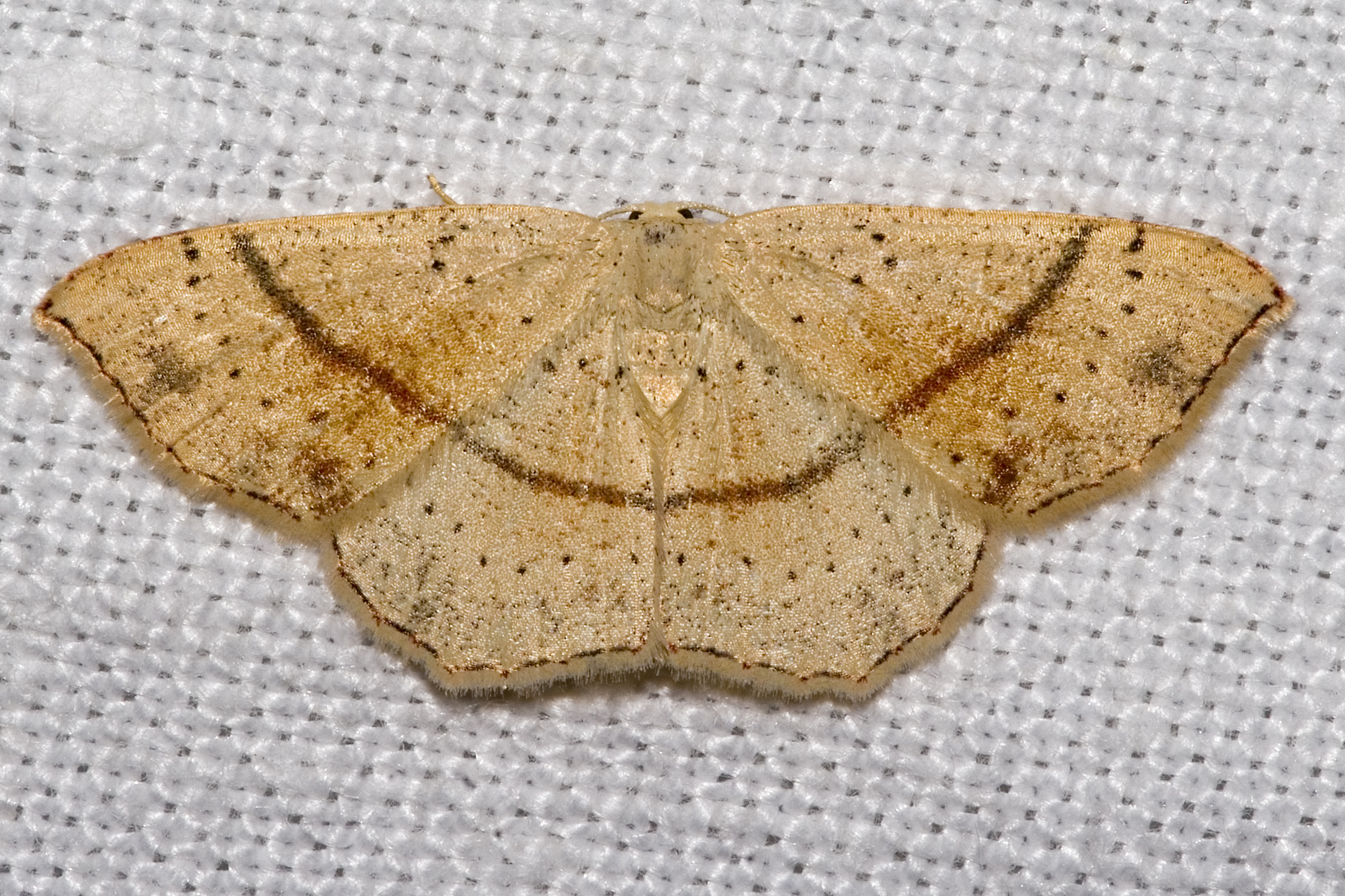
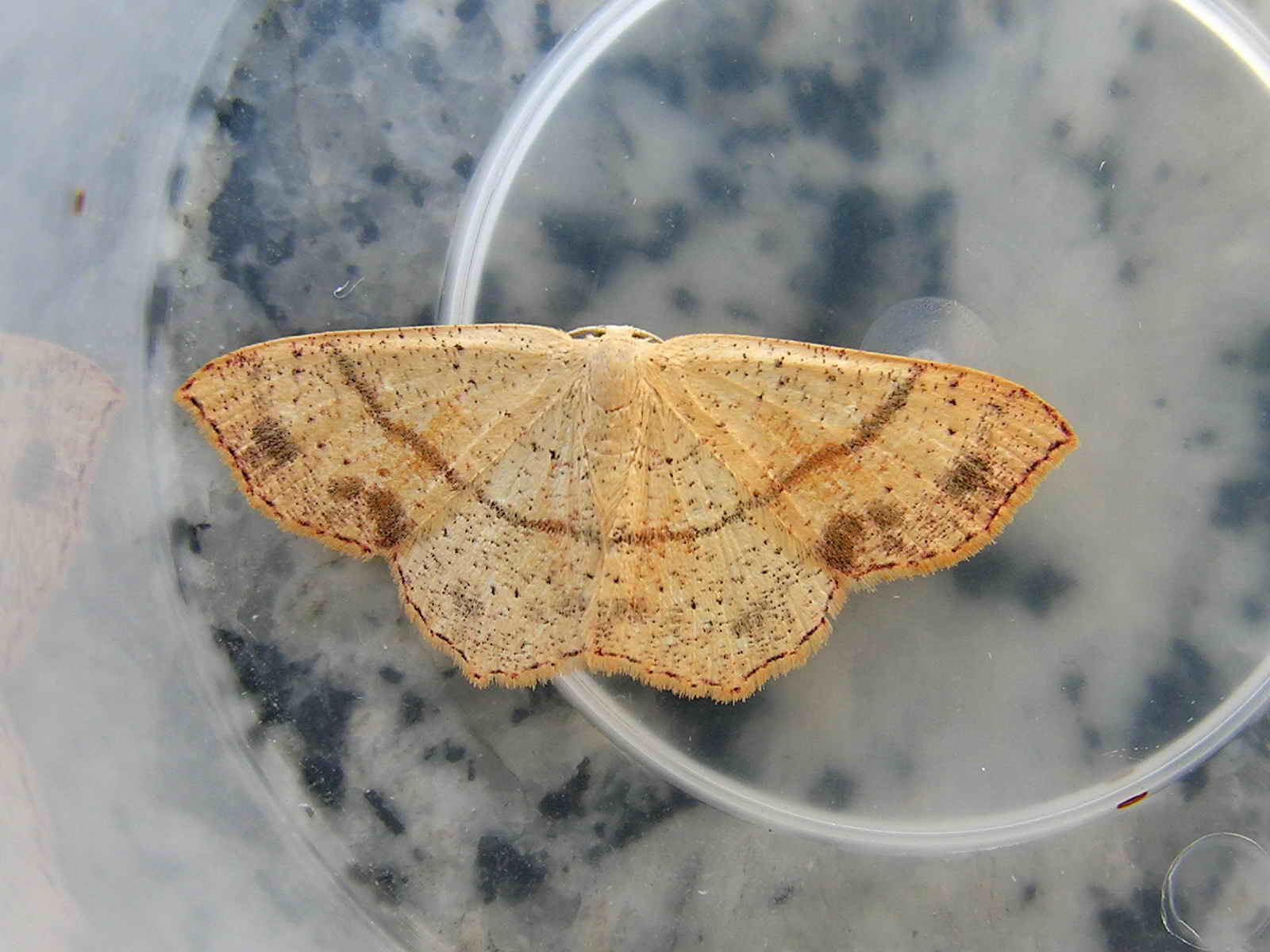
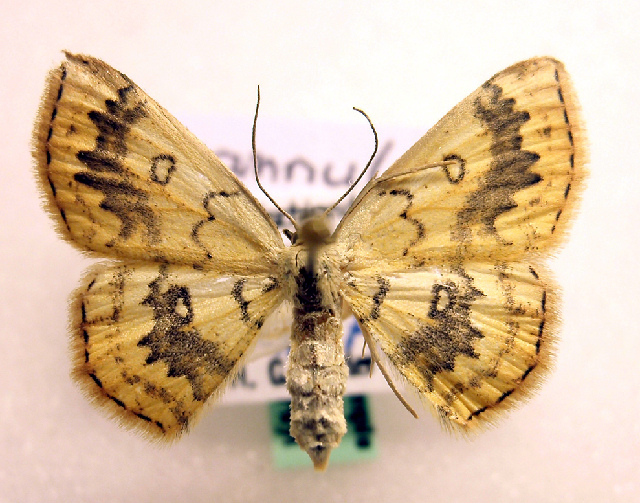
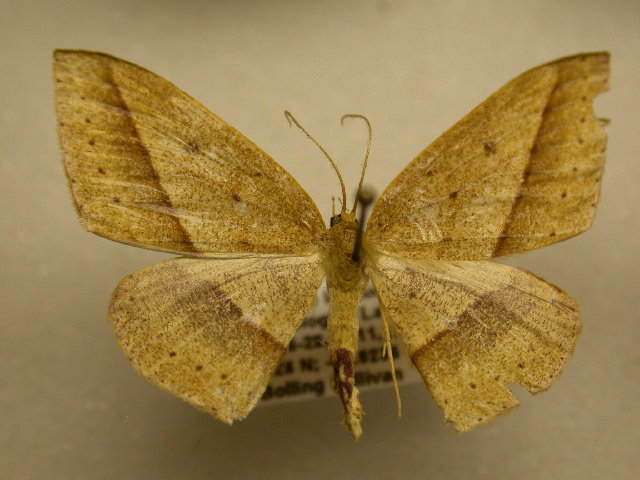